# Макмертри, Ларри
Ларри Джефф Макме́ртри (англ. Larry Jeff McMurtry, 3 июня 1936, Арчер-Сити, Техас США — 25 марта 2021, Арчер-Сити, Техас США) — американский писатель и сценарист. Лауреат премии «Оскар» (2006) за лучший адаптированный сценарий к фильму «Горбатая гора». Действие произведений Макмертри обычно происходит на Диком Западе или в Техасе.

## Биография
Родился 3 июня 1936 в Арчер-Сити (25 миль от Уичито-Фолс), штат Техас (США).
В 1958 году получил степень бакалавра гуманитарных наук, а в 1960 окончил университет Райса, получив степень магистра.
В 1986 году получил Пулитцеровскую премию за роман «Одинокий голубь», позднее экранизированный.
Автор сценария к фильму «Горбатая гора», отмеченного премией «Оскар».

## Произведения
- Всадник скачет мимо (Horseman, Pass By, 1961)
- Покидая Шайенн (Leaving Cheyenne, 1963) Перевод на русский — «Покидая Шайен», «Звезда» № 10-12, 2000 год. Перевод Нийоле Адоменайте и Дмитрия Долинина
- Последний киносеанс (The Last Picture Show, 1966)
- Двигаясь дальше (Moving On, 1970)
- Друзья собираются меня бросить (All My Friends Are Going to Be Strangers, 1972)
- На языке нежности (Terms of Endearment, 1975)
- Одинокий голубь (Lonesome Dove, 1985)
- Девушки с Дикого Запада (Buffalo Girls, 1990)
- Улицы Ларедо (Streets of Laredo, 1993)
- Прогулка мертвеца (Dead Man’s Walk, 1995)
- Луна команчей (Comanche Moon, 1997)
- Бун врезает (Boon’s Lick, 2000)

## Экранизации произведений
- Хад (Hud, 1963);
- Последний киносеанс (The Last Picture Show, 1971);
- Любя Молли (Lovin’ Molly, 1974);
- Язык нежности (Terms of Endearment, 1983);
- Одинокий голубь (Lonesome Dove, 1989);
- Техасвилль (Texasville, 1990);
- Девушки с Дикого Запада (Buffalo Girls, 1995);
- Улицы Ларедо (Streets of Laredo, 1995);
- Тропа мертвеца (Dead Man's Walk, 1996);
- Вечерняя звезда (The Evening Star, 1996);
- Луна команчей (Comanche Moon, 2008)